# Nebria catenulata
Nebria catenulata (лат.) — вид жуков-жужелиц из подсемейства плотинников. Восточная Палеарктика, суббореальный гумидный вид. Россия (Алтай, Восточный Саян, Средняя Сибирь, Прибайкалье, Забайкалье, юг Дальнего Востока); Монголия, Северная Корея. 

## Описание
Длина тела около 1 см. Обитает на берегах таёжных и горных рек и речек (на галечниковых отмелях, каменистых берегах, в долинных лесах, на склонах вплоть до субальпики и гольцов).